# من السما
المن والسلوى أو من السما أو ندى السماء أو العسل السماوي، ويُطلق عليها في بلاد الغرب النوغة الفارسية (Persian Nougat) هي حلوى مصنوعة من مادة المن الخام (مادة دبقة) التي تُجمع من على الأشجار ثم تذاب في الماء المغلي وتصفى للحصول على مادة المن. تُصنع وتُحشى بالجوز واللوز والفستق الحلبي ثم تلاك بالطحين كي لا تلتصق قطع المن والسلوى مع بعضها وتعبأ في علب خشبية للحفاظ عليها من الرطوبة والتعفن.

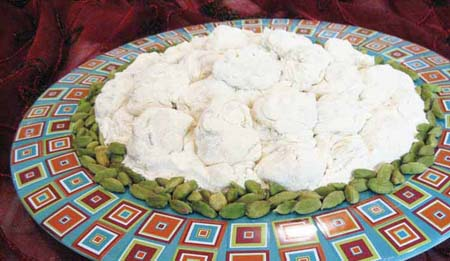
من السما مزين الهيل

## التسمية
يطلق على هذه الحلوى في العراق مسمى من السما. وتعرف لدى الكويتيون قديما باسم قبيط. كما يطلق عليها بالفارسية غَز وهو اسم مشتق من أحد مكوناتها وهو ما يدعى باسم غز انجبين أي نسغ أنجبين وهي شجرة برية توجد في جبال زاغروس في إيران. عادةً ما تعرف هذه الحلوى في البلدان الغربية باسم النوغا الفارسية.

## المكونات
إن المكون الأساسي للحلوى هو المن، مادة طبيعية من افرازات حشرة المن على أوراق شجرة البلوط وأشجار الجوز وخاصة في فصل الخريف الذي يعتبر موسم تكاثرها. كما تتواجد المادة على أشجار المازو وأما الذي يسقط من على أشجار البلوط يكون طعمه مرآ في جبال کردستان العراق وعلى الشريط الحدودي مع إيران عند منطقة بنجوين. والمادة الخام التي تتكون منها هي مادة صمغية لزجة تميل للون الأخضر قبل تصنيعها، لتصبح بعد معالجتها حلوى لذيذة جدا هي من السما. يجمع الفلاحون المادة من على الشجر على شكل كتل تزن مابين 4 إلى 10 كيلوغرامات. يبيع الفلاحون ما جمعوه من مادة المن الخضراء إلى أصحاب معامل الحلويات. تغربل وتصفى المادة قبل المباشرة بالتصنيع.

## الإعداد
يستغرق صنع حلوى المن والسلوى عدة أيام. في البداية، تُنقى المادة ثم توضع كمية محددة قد تصل إلى خمسين كغ في قدر كبير ويضاف لها الماء ويترك القدر ليغلي لعدة ساعات. ثم تُفصل أوراق الأشجار والشوائب العالقة بالمادة ويتبقى سائل يشبه الدبس يميل إلى اللون البني. ثم يضاف اليه بياض البيض ومادة الغار ويبقى القدرعلى النار لنحو ساعة. وتُضاف المكسرات كالجوز (عين الجمل) أو الفستق أو منكهات أخرى كالهيل أو ماء الورد لإعطاء طعم مميز. يترك الخليط حتى يبرد وتتماسك المادة السائلة لمدة يوم أو يومين. ثم تقطع الحلوى بالأشكال المرغوبة وتوضع في صناديق خشبية صغيرة حسب الحجم (كيلو أو نصف كيلو) لعزل الرطوبة. كما يوضع معها طحين للغرض نفسه حيث أن المادة معرضة لأن تسيل في أي لحظة والطحين يمنع سيلانها وتداخلها مع بعض. يتزايد الإقبال على المن والسلوى في شهر رمضان المبارك وفي احتفال النوروز الفارسي. قد يختلف طعم الحلوى من معمل إلى آخر ولكن في النهاية المادة الأساسية هي مادة ربانية طبيعية.

## القيمة الغذائية
تفيد حلوى المن والسلوى في تنشيط الجهاز العصبي وإعطاء الحيوية للعقل وتنشيط الذاكرة خصوصا لكبار السن. وتحتوي القطعة الواحدة على 65 سعر حراري.

## الخيارات المحلية
تصنع المن والسلوى في العراق والأردن وتعتبر منتوجا وطنيا يميز العراق. تعتبر مدينة السليمانية من المدن العراقية المشهورة في صناعة هذه الحلوى.
المن والسلوى هو أحد أشهر التذكارات من أصفهان كما أنها مشهورة أيضاً في محافظة جهار محال وبختياري وأيضاً في محافظات كرمان ويزد وهمدان.

## ذكرها في الإسلام
ورد اسم هذه الحلويات في كثير من الكتب السماوية. كما ورد اسم المن والسلوى في القران كنعمة من النعم التي أنعم الله بها على بني إسرائيل في سورة البقرة ﴿وَظَلَّلْنَا عَلَيْكُمُ الْغَمَامَ وَأَنْزَلْنَا عَلَيْكُمُ الْمَنَّ وَالسَّلْوَى كُلُوا مِنْ طَيِّبَاتِ مَا رَزَقْنَاكُمْ وَمَا ظَلَمُونَا وَلَكِنْ كَانُوا أَنْفُسَهُمْ يَظْلِمُونَ ۝٥٧﴾ [البقرة:57] وسورة الأعراف ﴿وَقَطَّعْنَاهُمُ اثْنَتَيْ عَشْرَةَ أَسْبَاطًا أُمَمًا وَأَوْحَيْنَا إِلَى مُوسَى إِذِ اسْتَسْقَاهُ قَوْمُهُ أَنِ اضْرِبْ بِعَصَاكَ الْحَجَرَ فَانْبَجَسَتْ مِنْهُ اثْنَتَا عَشْرَةَ عَيْنًا قَدْ عَلِمَ كُلُّ أُنَاسٍ مَشْرَبَهُمْ وَظَلَّلْنَا عَلَيْهِمُ الْغَمَامَ وَأَنْزَلْنَا عَلَيْهِمُ الْمَنَّ وَالسَّلْوَى كُلُوا مِنْ طَيِّبَاتِ مَا رَزَقْنَاكُمْ وَمَا ظَلَمُونَا وَلَكِنْ كَانُوا أَنْفُسَهُمْ يَظْلِمُونَ ۝١٦٠﴾ [الأعراف:160] وسورة طه ﴿يَا بَنِي إِسْرَائِيلَ قَدْ أَنْجَيْنَاكُمْ مِنْ عَدُوِّكُمْ وَوَاعَدْنَاكُمْ جَانِبَ الطُّورِ الْأَيْمَنَ وَنَزَّلْنَا عَلَيْكُمُ الْمَنَّ وَالسَّلْوَى ۝٨٠﴾ [طه:80]. وقد اختلف المفسرين في المراد بالمن والسلوى، فروي عن ابن عباس أن المنَّ كان ينزل عليهم على الأشجار فيغدون إليه فيأكلون منه ما شاؤوا. فهو شيءٌ ينزل على الأشجار، وجاء وصفه في روايات أخرى بأنه كالصمغ وطعمه كالعسل. وقيل إن لفظة «المن» عبرانية معناها «المغذي الإلهي».الاوائل من صنعوا هذة الحلوى كانوا المسيحيين في العراق